# Starosillea, Luhînî
Starosillea (în ucraineană Старосілля) este localitatea de reședință a comunei Starosillea din raionul Luhînî, regiunea Jîtomîr, Ucraina.

## Demografie
Componența lingvistică a localității Starosillea
     Ucraineană (99,39%)
     Alte limbi (0,61%)
Conform recensământului din 2001, majoritatea populației localității Starosillea era vorbitoare de ucraineană (99,39%), existând în minoritate și vorbitori de alte limbi.